# Carne Beacon
Carne Beacon är en kulle i Storbritannien.   Den ligger i grevskapet Cornwall och riksdelen England, i den södra delen av landet, 400 km väster om huvudstaden London. Toppen på Carne Beacon är 100 meter över havet.
Terrängen runt Carne Beacon är platt. Havet är nära Carne Beacon åt sydost.  Närmaste större samhälle är Truro, 11,1 km nordväst om Carne Beacon. 